# Morwenstow
Morwenstow – osada w Anglii, w Kornwalii. Leży 112 km na północny wschód od miasta Penzance i 316 km na zachód od Londynu.